# Sinosticta hainanense
Sinosticta hainanense – gatunek ważki z rodziny Platystictidae. Występuje na chińskiej wyspie Hajnan.